# Uven
Der Uven ist ein kleiner Felssporn im ostantarktischen Königin-Maud-Land. Er ragt unmittelbar südwestlich der Tunga in der Kirwanveggen der Maudheimvidda auf.
Norwegische Kartografen benannten ihn und kartierten ihn anhand von Vermessungen und Luftaufnahmen der Norwegisch-Britisch-Schwedischen Antarktisexpedition (1949–1952) und Luftaufnahmen der Dritten Norwegischen Antarktisexpedition (1956–1960).